# Tomislaw Dontschew

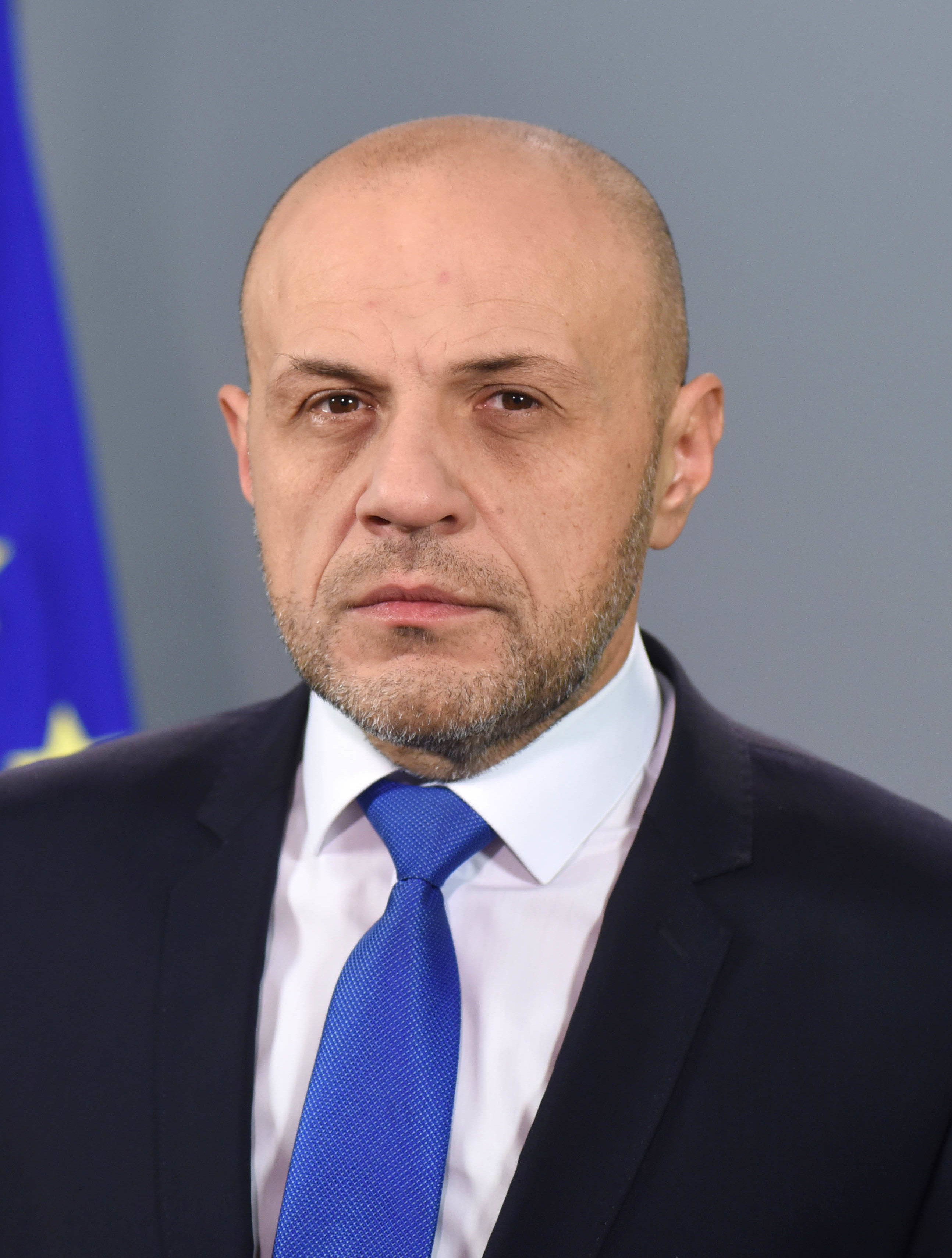
Tomislaw Dontschew

Tomislaw Pejkow Dontschew (bulgarisch Томислав Пейков Дончев; * 6. August 1973 in Gabrowo, Bulgarien) ist ein bulgarischer Politiker der Partei GERB, ehemaliger Minister und Bürgermeister der Stadt Gabrowo sowie Mitglied des Europäischen Parlaments.
Tomislaw Dontschew wurde am 6. August 1973 in der im Balkangebirge gelegenen Stadt Gabrowo geboren. Nach dem Abschluss des Mathematikgymnasiums im Jahr 1991 zog er nach Weliko Tarnowo, wo er an der dortigen Kyrill und Method-Universität 1997 die Masterstudiengänge in Philosophie und Journalismus erfolgreich absolvierte. 
Zwischen 1997 und 1999 arbeitete Dontschew als Lehrer für Psychologie, Logik, Ethik, Philosophie und Recht an der St.-Kyrill-und-St.-Method-Universität in Weliko Tarnowo. Ab 1999 arbeitete er bei Radio Gabrowo. 2000 wurde Dontschew Direktor des Business Inkubators Gabrowo, einer öffentlich getragenen Institution zur regionalen Wirtschaftsförderung. Im gleichen Jahr wurde er ebenfalls Sekretär der Open Society Institute (OSI) in Gabrowo. Bis 2004 hatte Dontschew beide Funktionen inne, als er die erste kündigte. 
Im Zeitraum 2004 bis 2007 arbeitete Dontschew als Experte beim bulgarischen Finanzministerium sowie als Programmdirektor der OSI in Sofia. In seiner zweiten Funktion leitete er das Ressort „Vorbereitung und Leitung von EU-subventionierten Projekten“. 2006 konnte er einen Master-Abschluss im Business Administration an der Universität Weliko Tarnowo erfolgreich verteidigen. 
Im November 2007 konnte Tomislaw Dontschew als Kandidat der GERB-Partei die Lokalwahlen in seiner Heimatstadt Gabrowo gewinnen. Als Bürgermeister blieb er bis März 2010 im Amt, als er im Kabinett von Bojko Borissow zum Minister ohne Geschäftsbereich ernannt wurde. In dieser Funktion war er für die Koordination und Überwachung der EU-Förderprogramme zuständig. Sein Nachfolger als Bürgermeister von Gabrowo wurde Nikolaj Sirakow.
Bei der Europawahl 2014 wurde Dontschew ins Europäische Parlament gewählt.